# Savage Poetry
Savage Poetry je třetí demo album německé power metalové kapely Edguy vydané v roce 1995. Album bylo později znovu nahrané v roce 2000 jako The Savage Poetry.

## Seznam skladeb
1. Key to My Fate
2. Hallowed
3. Misguiding Your Life
4. Sands of Time
5. Sacred Hell
6. Eyes of the Tyrant
7. Frozen Candle
8. Roses to No One
9. Power and Majesty

## Obsazení
- Tobias Sammet – zpěv, baskytara, piano
- Jens Ludwig – kytara
- Dirk Sauer – kytara
- Dominik Storch – bicí